# Nationalitetsprincipen
Nationalitetsprincipen är grundsatsen att folkens uppdelning i statssamhällen bör ske efter nationalitet (=kulturell, språklig och etnisk samhörighet i ett område).
Nationalitetsprincipen fick kraft genom den nationella väckelse som framkallades av det napoleonska universalväldet, och efter dettas fall kom strävandet att praktiskt genomföras och utöva ett bestämmande inflytande på Europas historia. Dess verkningar har varit dels enande, dels splittrande. De förra har framträtt där ett folk av samma nationalitet varit fördelat på olika stater, såsom i Tyskland och Italien. De senare åter när folkelement av olika nationalitet varit sammanförda i en stat, såsom i den österrikisk-ungerska dubbelmonarkin, i Danmark och i Turkiet.
I nationalitetsidéns tjänst vann flera av 1800-talets statsmän, såsom Otto von Bismarck i Tyskland och Camillo di Cavour i Italien sin storhet, och en tillämpning därav var den av Napoleon III uppställda principen om folkomröstning såsom villkor för territoriella förändringar. 